# Distretto di Birbhum
Il distretto di Birbhum è un distretto del Bengala Occidentale, in India, di 3 012 546 abitanti. Il suo capoluogo è Suri.

## Amministrazione
Il distretto comprende tre suddivisioni: Suri Sadar, Bolpur e Rampurhat. Suri è la sede del distretto.